# Liste der Biografien/Pub
Liste der Biografien |
Portal Biografien |
Personensuche
# |
A |
B |
C |
D |
E |
F |
G |
H |
I |
J |
K |
L |
M |
N |
O |
P |
Q |
R |
S |
T |
U |
V |
W |
X |
Y |
Z |
?
 
Pa |
Pc |
Pe |
Pf |
Ph |
Pi |
Pj |
Pk |
Pl |
Pm |
Pn |
Po |
Pr |
Ps |
Pt |
Pu |
Pv |
Pw |
Py
 
Pua |
Pub |
Puc |
Pud |
Pue |
Puf |
Pug |
Puh |
Pui |
Puj |
Puk |
Pul |
Pum |
Pun |
Puo |
Pup |
Pur |
Pus |
Put |
Puu |
Puv |
Puy |
Puz
Die Liste der Biografien führt alle Personen auf, die in der deutschsprachigen Wikipedia einen Artikel haben. Dieses ist eine Teilliste mit 15 Einträgen von Personen, deren Namen mit den Buchstaben „Pub“ beginnt.

## Pub

### Pubi
- Pubill Rodríguez, Aleix (* 1988), spanischer Skibergsteiger
- Pubill, Marc (* 2003), spanischer Fußballspieler

### Publ
- Public Universal Friend (1752–1819), amerikanischer christlicher Prediger
- Publicianus Rhesus, Marcus, römischer Offizier (Kaiserzeit)
- Publicius Gellius, römischer Jurist
- Publicius Maternus, römischer Offizier (Kaiserzeit)
- Publig, Maria (* 1962), österreichische Journalistin und Autorin
- Publig, Michael (* 1961), österreichischer Komponist, Pianist, Musikmanager und Musikvermittler
- Publilianus, Gaius Vibius, römischer Offizier (Kaiserzeit)
- Publilius Celsus, Lucius († 118), römischer Suffektkonsul 102 und Konsul 113
- Publilius Memorialis, römischer Offizier (Kaiserzeit)
- Publilius Syrus, römischer Mimendichter
- Publius, Bischof von Malta, Heiliger
- Publius Terentius Varro (82 v. Chr.–35 v. Chr.), römischer Dichter
- Publius Titius († 43 v. Chr.), römischer Volkstribun